# Callionymus io
Callionymus io là một loài cá biển thuộc chi Callionymus trong họ Cá đàn lia. Loài này được mô tả lần đầu tiên vào năm 1983.

## Phân bố và môi trường sống
C. io có phạm vi phân bố ở Đông Bắc Ấn Độ Dương. Loài cá này được tìm thấy ở vùng biển ngoài khơi Myanmar.

## Mô tả
Mẫu vật lớn nhất của C. io có chiều dài cơ thể được ghi nhận là 2,5 cm.